# Мугам
Мугам (азер. Muğam) или Мугамат (азер. Muğamat) је једна од многих класичних композиција из Азербејџана, у контрасту са таснифом и ашиком.
То је веома сложена уметничка форма која спаја класичну поезију и музичку импровизацију у специфичним локалним модусима. Мугам је модални систем. За разлику од западних модуса, „мугам“ модуси су повезани не само са скалама већ и са усмено преношеном збирком мелодија и мелодијских фрагмената које извођачи користе у току импровизације. Мугам је сложена композиција многих делова. Избор одређеног мугама и стил извођења одговара одређеном догађају. Драмски расплет у извођењу је типично повезан са све већим интензитетом и појачањем тона, и обликом поетско-музичке комуникације између извођача и слушалаца.
Три главне школе извођења мугама постојале су од касног 19. и почетка 20. века у регионима Карабаха, Ширвана и Бакуа. Град Шуша у Карабаху, био је посебно познат по овој уметности.
Кратки избор азербејџанског мугама, који се свира на азербејџанском дувачком инструменту балабан, уврштен је међу многа културна достигнућа човечанства на Voyager Golden Record-у, који је био причвршћен за свемирску летелицу Војаџер да представља светску музику.
Унеско је 2003. године прогласио азербејџански мугам „ремек-делом усменог и нематеријалног наслеђа човечанства“. Додат је на Унескову листу нематеријалног културног наслеђа 2008.

## Историја
Током своје дуге историје, народ Азербејџана је задржао своју древну музичку традицију. Мугам припада систему модалне музике и можда потиче из персијске музичке традиције. Ујгури у Синђангу (新疆) називају овај музички развој мукам, Узбеци и Таџици га зову маком (или шасмаком), док га Арапи зову макам, а Персијанци дастгах.
Мета-етничност и замршена сложеност ове музике такође постаје очигледна у чињеници да термини као што су мугам, макам или дастгах, свеприсутни у оријенталној музици, могу значити једно у турској традицији, док исти термин у музици Узбекистана поприма сасвим друго значење, и треће у класичној арапској традицији. Дакле, у једној култури мугам може бити повезан са строго фиксираним мелодијским типом, док су у другој само каденце, мелодијски завршеци који су повезани са њим. У трећој култури може одговарати само одређеној врсти тонских скала.
Сам жанр има корене у молитви и успаванки и на овај начин се преноси са мајке на бебу. Међутим, постоје стотине варијанти, као што су песме сличне ратном напеву.
У 16–17. веку уметност мугама пролази кроз процес развоја као фолклорне професионалне музике дворских услова. У овом периоду у структури и облицима мугама почиње да се развија дастгах облик. Нове боје и нијансе, као и таснифи развијени су у изведби мугама. Азербејџански мајстори мугама певали су газале које су у жанру аруз написали Физули, Хабиби и Хатаи (Исмаил I). Музичке манифестације су се одржавале у већини региона данашњег Азербејџана у 19. веку и на њима се изводио мугам. У 19. веку познати француски писац Александар Дима, који је присуствовао церемонији у Шамакију, писао је у својим делима о свом путовању рекавши да је био веома импресиониран мугамом који је тамо чуо. Оваквим догађајима одржаним у Азербејџану присуствовали су ханенди из Карабаха, Бакуа и Табриза, што је довело до спајања певачких традиција различитих региона.
У првим деценијама 20. века, припадник домаће интелигенције Узеир Хаџибејли, аутор прве националне опере Лејли и Меџнун, такође је формулисао теоријску основу азербејџанског мугама у свом делу Принципи азербејџанске народне музике.  Велики допринос развоју уметности мугама дали су и познати азербејџански композитор Гара Гарајев и Фикрет Амиров кроз стварање мугамске симфоније.
Хаџибаба Хусејнов је заслужан као кључна фигура у популаризацији мугама и развоју талентованих мугам кананди као што су Алим Касимов, Агахан Абдулајев и Гадир Рустамов. Од 1985. године у Азербејџану функционише школа Агдам Мугам, која је произвела ансамбл мугама „Karabakh Nightingales“.
Азербејџан такође има велику традицију композитора и музичара западне класичне музике. Узеир Хаџибејли са својим Лејли и Меџнуном створио је жанр мугам-опере. Фикрет Амиров (1922–1984) је био први композитор симфонијских мугама: Шур, Курд Овшари и Гулистан Бајати Шираз. Азербејџански композитори створили су мноштво композиција које су спојиле мугам и традиционалне европске жанрове. Међу њима је, на пример, мугамски ораторијум Васифа Адигозала Карабах Шикастаси. Оваква дела се очигледно веома разликују од традиционалних мугамских формација, али у ствари садрже многе мугамске идиоме. На нивоу музичара, остаје стриктно раздвајање између класичне и „традиционалне“ музике у смислу обуке. Чак и ако се музичари школују на истом конзерваторијуму, они се држе једног кампа.
Према Њујорк тајмсу, мугам је симфонијска свита, пуна контрастних делова: неограничених и ритмичких, вокалних и инструменталних, који се задржавају око једне истрајне ноте или узимају рефрен који би могао бити плесна мелодија.
2005. године, према указу председника Азербејџана Илхама Алијева, основан је Међународни центар мугама. У августу исте године, на територији Баку булевара, Илхам Алијев са супругом, амбасадорком добре воље Унеска Мехрибан Алијевом и генералним директором УНЕСКО-а Коиширом Мацура, положио је први камен у подножје комплекса. Отварање комплекса одржано је 27. децембра 2008. Укупна површина центра је 7.500 м², што укључује и концертни салон за 350 људи, студио за снимање, просторије за пробе. У фоајеу посетиоци могу пронаћи бисте познатих извођача мугама, такође богату колекцију музичких инструмената.

## Модели мугама
Азербејџански вокално-инструментални облици фолклора садрже елементе полифоније. Посебност народне музике појашњава се најпре развојем модалног система. Садржи седам главних модуса – Раст, Шур, Сегах (посебно су чести), Шуштар, Бајати-Шираз, Чахарга, Хумајун и три колатералне врсте – шахназ, саренџ, чаргах у неком другом облику. Раније се сматрало да сваки од модуса има своје посебно живо емотивно значење. Сваки модус представља снажно организовану скалу, која поседује чврст тонички реквизит (маје), а сваки корак модуса има своју мелодијску функцију.

## Анализа
Мугам описује специфичну врсту музичке композиције и извођења, коју је тешко схватити са западним концептима музике: са једне стране, композиција мугама је импровизационе природе, у исто време следи тачна правила. Штавише, у случају свита-рапсодија-мугам концепт импровизације није баш тачан, будући да је уметничка машта извођача заснована на стриктним основама принципа одређених одговарајућим модусом. Извођење мугама стога не представља аморфну и спонтану, импулсивну импровизацију.
У погледу концепта импровизације, музика мугама се често доводи у везу са џезом, поређење које је тачно само до одређене тачке. Иако мугам дозвољава широку границу интерпретације, изједначавање са џезом је превише поједностављено, пошто не успева да узме у обзир различите врсте импровизације за различите модове мугама. Извођење одређеног мугама може трајати сатима. (За неупућеног слушаоца скоро је немогуће знати да ли музичар заправо импровизује или свира унапред припремљену композицију.) Штавише, како Гарајев наглашава, музика мугама има симфонијски карактер.
Песме су често засноване на средњовековној и модерној поезији Азербејџана, а љубав је уобичајена тема у овим песмама. Али песме се не баве првенствено земаљском љубављу, већ и мистичном љубављу према Богу. Ипак, строго говорећи, ово је и даље секуларна музика/поезија, за разлику од, рецимо, суфизма. Ипак, композиција мугама је дизајнирана веома слично суфизму у томе што настоји да постигне уздизање са нижег нивоа свести до трансценденталног јединства са богом. То је духовна потрага за богом.

## Џез мугам
Чувени азербејџански џез музичар Вагиф Мустафазадех, који је умро 1979. године, заслужан је за спајање џеза са мугамом. Џез мугам је џез заснован на модалним облицима или скалама мугама, као што су мугамске симфоније и симфоније засноване на мугамима. Обичан џез је обележен одмереним ритмом. Али мугам џез не прати мерни систем. И ритам и скале су импровизоване.
Последњих година, интересовање за џез мугам порасло је у многим западним земљама, посебно у Сједињеним Државама, Аустрији и Јапану. Године 1995. Џеф Бакли је извео песму „What Will You Say“ као дует са Алимом Касимовим на Festival de la Musique Sacrée (Фестивал духовне музике) у Француској.
Од 2009. године одржава се Међународни свет мугама на коме учествују познати уметници из целог света.
Мугам је живео у Азербејџану у свим периодима, независно од политичке, јавне и економске ситуације и резервисао своје место у азербејџанској култури. Мајстори мугама играју огромну улогу у транзицији мугама са генерације на генерацију.